# 夜光家族
《夜光家族》是一個台灣的廣播節目，週一至週日夜間於飛碟電台（FM 92.1）播放，自飛碟電台開播至今，為全台頗受歡迎的廣播節目之一。主持人為光禹。
《夜光家族》的前身為警察廣播電台節目《今夜家族》（原稱《今夜台北》）。在飛碟電台開播之前，光禹曾自1992年起在警廣和另一主持人唐陶共同主持《今夜台北》；1993年6月，唐陶辭去節目主持，往台灣有線電視節目發展。改由光禹獨挑大樑主持的「今夜台北」改名為「今夜家族」；直到1996年跳槽飛碟電台，開始主持23:00-01:00同時段的《夜光家族》。

## 播出時間

### 首播
| 播出頻道 | 所在地 | 播出日期                      | 播出時間                              | 備註 |
| -------- | ------ | ----------------------------- | ------------------------------------- | ---- |
| 飛碟電台 | 臺灣   | 1996年10月16日至2006年3月10日 | 週一至週六23:00~01:00                 |      |
| 飛碟電台 | 臺灣   | 2006年3月13日至2017年3月7日   | 週一至週六22:00~24:00                 |      |
| 飛碟電台 | 臺灣   | 2017年3月8日至今              | 週一至週五19:00~21:00 週六22:00~24:00 |      |

### 重播
| 播出頻道 | 所在地 | 播出日期                    | 播出時間                                              | 備註 |
| -------- | ------ | --------------------------- | ----------------------------------------------------- | ---- |
| 飛碟電台 | 臺灣   | 2006年3月13日至2017年3月7日 | 週一至週六04:00~06:00（侷限台北本台）                 |      |
| 飛碟電台 | 臺灣   | 2017年3月8日至今            | 週一至週五23:00~01:00 週日22:00~24:00（侷限台北本台） |      |

## 節目內容
- 每日一問：經常進行的單元之一。每當每日一問的主題音樂《陽明春曉》一響起，現場電話便瞬間滿線。這是一個由光禹每天所蒐集的問題所構成的單元，有「時事題」回顧一週新聞，也有歷史題、科學、國文、數學、英文等，更有令人意想不到的特殊知識題。
- 來賓訪談：不定期訪問特別來賓，包括作家、文化、音樂創作、表演者等等。在每一次與來賓的互動訪談中，光禹都希望能真正傳達受訪者所要傳達的訊息，而重質不重量的光禹，堅持將訪問的數量維持在一定範圍內。
- 開放話題：在夜深人靜的時候，開放聽眾分享生活中的點滴。家族朋友酸甜苦辣的心情，都能在這個單元一覽無遺；而在與家族朋友的互動中，經常能聽到令人動容、辛酸、爆笑、溫馨的話題與各式各樣的故事。
- 線上家族KTV：這是另一個老少咸宜的單元。在這裡家族朋友們不需要花太多的金錢，或過多的包裝、甚或舟車勞頓，你只需透過話筒，就可以盡情表現自我，在每一次訪談來賓的過程當中，光禹一定會開放家族朋友的試唱，在這個單元裡，夜光家族可挖掘了不少歌王、歌后喔！(此單元已暫停播出)
- 夜光K歌PK大賽：開放歌唱競賽的單元，為夜光家族歌唱大賽的延伸。（此單元已暫停播出）
- 夜光音樂網：進行經典歌曲（或老歌）的點播。
- 家族讀書會：每個月最後一天舉辦分享你曾讀過的好書，推薦給其他聽眾。如果有豐富的閱讀經驗，歡迎你成為這個節目的固定班底！
- 家族才藝秀：每月舉辦一次這個單元是一個讓各國、高中及大專院校的社團活動及創作發揮的舞台；歡迎各個社團的新作品拿到電台在節目中發表。
- 家族生活王：每周舉辦一次此單元將生活中的大小發現或啟發作為討論的主題，使聽眾透過大家的經驗共同學習。
- 歌唱pk賽:開放歌唱的競賽，為夜光家族歌唱大賽的延伸,有創作組跟唱將組，熱情招募「創作組」「唱將組」參賽者我們不限制年紀、性別，只要你有音樂夢.歡迎來報名，麻煩請你自行錄製一段作品(三分鐘左右)，(想要多錄製二、三段也可以唷)請自行用錄製演唱、也可以自彈自唱，不管什麼方式都可以，錄製完畢後將「音檔」寄到:ufomidnight@gmail.com
- 夜光抱報：不論是任何事情，只要你想要打氣，就可以來參加夜光抱報請自行錄音30秒內，請說上自己的名字及打氣對象，還有打氣內容，請寄到 夜光家族飛碟電台 ufomidnight@gmail.com 我們會按照時間播出唷！過期的活動或打氣就不會被播出唷！有任何問題都可以發訊息問我們唷！
- 家族愛說笑:由光禹每天分享一則笑話，聽眾可透過粉絲團私訊區投稿。

## 外部連結
- 飛碟夜光家族粉絲團的Facebook專頁
- facebook 社團-光禹的夜光家族朋友會 （页面存档备份，存于）
- 飛碟。夜光家族的Instagram帳戶
- YouTube上的《夜光家族》 播放列表
- 夜光家族節目介紹 （页面存档备份，存于）